# Lővei Pál
Lővei Pál (Budapest, 1955. március 6. –) művészettörténész, műemlékvédelmi szakértő, a Magyar Tudományos Akadémia levelező tagja. Kutatási területe a középkor művészettörténete, ezen belül a síremlékművészet, a heraldika és pecséttan, valamint a műemlékvédelem. Foglalkozik a világkiállítások történetével is. 1992 és 2007 között az Országos Műemlékvédelmi Hivatal, majd a Kulturális Örökségvédelmi Hivatal kutatási osztály vezetője.

## Életpályája
1974-ben kezdte meg egyetemi tanulmányait az Eötvös Loránd Tudományegyetemen, ahol a szokatlan matematika-művészettörténet szakpáron tanult. 1979-ben diplomázott, végzettsége szerint matematikus és művészettörténész. Ezt követően az Országos Műemlékvédelmi Felügyelőségnél helyezkedett el tudományos kutatóként. 1982-ben a franciaországi Poitiers-ben vett részt nyári egyetemi képzésen, illetve 1983–1984-ben Herder-ösztöndíjjal kutatott a Bécsi Egyetemen. A műemlékvédelmi rendszer 1992-es átszervezését követően az újonnan létrejött Országos Műemlékvédelmi Hivatal kutatási osztályának vezetőjévé nevezték ki. Ezt a pozícióját megtartotta a hivatal 2001-es Kulturális Örökségvédelmi Hivatallá történő átalakítása során. Az osztályt 2007-ig vezette, ekkor elnöki tanácsadó lett, majd 2010-től tudományos referens. 2012-ben átment a fővárosi kormányhivatal műemlékvédelmi szervezetrendszerébe, szintén tudományos referensként. 2013 novemberétől a Bölcsészettudományi Kutatóközpont Művészettörténeti Intézetének munkatársa tudományos tanácsadói beosztásban.
1997-ben védte meg PhD-, 2010-ben akadémiai doktori értekezését. A Magyar Tudományos Akadémia Művészettörténeti Bizottságának lett tagja, amelynek 2001 és 2008 között alelnöke, majd 2014-től elnöke volt. 2004 és 2010 között az MTA közgyűlésének képviselője. 2022-ben az Akadémia levelező tagjává választották. Akadémiai tevékenysége mellett a Magyar Régészeti és Művészettörténeti Társulat tagja, amelynek 2008 és 2012 között művészettörténész alelnöke, majd 2015-ig elnöke volt. A Nemzetközi Művészettörténeti Bizottság (CIHA) bizottságának magyar tagja 2008 és 2012 között, valamint az International Council on Monuments and Sites (ICOMOS) Magyar Nemzeti Bizottságának alelnöke volt 2009 és 2012 között. Az Acta Historiae Artium című tudományos szakfolyóirat szerkesztőbizottságába is bekerült. Közleményeit angol, német és magyar nyelven adja közre.

## Díjai, elismerései
- Pasteiner Gyula-díj (1993)
- Forster Gyula-díj (2000)
- Arany János Közalapítvány Ránki György szakkuratóriumi díja (2001)
- Ipolyi Arnold-érem (Magyar Régészeti és Művészettörténeti Társulat, 2014)
- Horler Miklós-emlékérem (2023)

## Főbb publikációi
- The Sepulchral Monument of Saint Margaret of the Arpad Dynasty (1980)
- Győri téglák és téglabélyegek: Adatok a győri téglagyártás történetéhez (1983)
- Grabplatten von ungarischen Magnaten aus dem Zeitalter der Anjou-Könige und Sigismunds von Luxemburg (társszerző, 1984)
- Általános helyzetkép (társszerk., 1988)
- Funerary Art in Medieval Hungary (Varga Líviával, 1992)
- A siklósi plébániatemplom szentélye és középkori falképei (1995)
- Anjou-magyar síremlékek és címeres emlékek Nápolyban (1998)
- "Virtus, es, marmor, scripta": Red Marble and Bronze Letters (2001)
- A visegrádi királyi palota északnyugati épülete és az utcai homlokzat zárt erkélye (2001)
- Műemlékvédelem törvényi keretek között: Törvénytől törvényig. Történetek az intézményes műemlékvédelem 120 évéből (társszerző, 2001)
- Vas megye műemlékeinek töredékei I-II. (szerk., 2002)
- Uralkodói lovagrendek a középkorban, különös tekintettel Zsigmond Sárkányrendjére (könyvfejezet, 2006)
- Építészet a középkori Dél-Magyarországon (társszerk., 2010)
- „Konzerválni és nem restaurálni” – A műemlékvédelem elvei, régebbi és újabb törekvései (2013)
- Interdiszciplinaritás. Archeometriai, régészeti és művészettörténeti tanulmányok (társszerk., 2017)
- The Art of Medieval Hungary (társszerk., 2018)
- Hungary Turns Its Back on Europe: Dismantling Culture, Education, Science and the Media in Hungary 2010-2019 (társszerző, 2019)
- Porfír, kő, márvány. Kőanyagok, kőfaragók, kőberakások a középkori Magyarországon (2021)